# Клеопатра II
Клеопатра II (грч: Κλεοπάτρα, око 185 - 116. године п. н. е.) била је краљица хеленистичког Египта из династије Птолемејида.
Клеопатра била је ћерка Птолемеја V Епифана и Клеопатре I, ћерке селеукидског краља Антиоха III Великог. Након смрти Клеопатре I (175. године п. н. е.), са којом је владао као савладар, Птолемеј VI Филометор се 173. године пре н. е, следећи староегипатске обичаје, оженио сестром Клеопатром II. У периоду између 171. и 164. Птолемеј VI Филометор, Клеопатра и њихов брат Птолемеј VIII Фискон су владали заједно као владарски колегијум.
Када је Птолемеј VI Филометор преминуо 145. године пре н. е, Клеопатра II је завладала као регенткиња малолетног сина Птолемеја VII. Наредне 144. године. Клеопатра се удала за другог брата Птолемеја VIII Фискона који је убио свог синовца и пасторка Птолемеја VII и прогласио се за краља. Птолемеј Фискон је, затим, 142. узео за жену своју синовицу Клеопатру III, иако се није развео од Клеопатре, и прогласио је за своју савладарку.
Клеопатра је 131. године п. н. е. повела успешну побуну против Птолемеја VIII Фискона кога је, заједно са Клеопатром III, прогнала из Египта. За краља је прогласила Фисконовог дванаестогодишњег сина Птолемеја Мемфитида. Иако је технички гледано била самостална владарка, Клеопатра II је завладала као регенткиња Птолемеја Мемфитида. Када је Птолемеј Фискон успео да уклони Птолемеја Мемфитида, Клеопатра II је наставила да влада као краљица. Клеопатра је тада птолемејски престо понудила Деметрију II Никатору, представнику ривалске селеукидске династије. Међутим, ни овај покушај није био успешан и Клеопатра II је морала да побегне у Сирију 127. године п. н. е. Најзад, Клеопатра се 124. године п. н. е. вратила у Египат и измирила са Птолемејем VIII Фисконом. Владала је одтада заједнички са својим братом и ћерком. Птолемеј Фискон је умро 116. године пре н. е, а недуго затим умрла је и Клеопатра II.

## Породично стабло
|  |                      |  |  |  |  |  |  |  |  |  |  |  |  |  |  |  |
|  | 2. Птолемеј V Епифан |  |  |  |  |  |  |  |  |  |  |  |  |  |  |  |
|  |                      |  |  |  |  |  |  |  |  |  |  |  |  |  |  |  |
|  |                      |  |  |  |  |  |  |  |  |  |  |  |  |  |  |  |
|  | 1. Клеопатра II      |  |  |  |  |  |  |  |  |  |  |  |  |  |  |  |
|  |                      |  |  |  |  |  |  |  |  |  |  |  |  |  |  |  |
|  |                      |  |  |  |  |  |  |  |  |  |  |  |  |  |  |  |
|  | 3. Клеопатра I       |  |  |  |  |  |  |  |  |  |  |  |  |  |  |  |
|  |                      |  |  |  |  |  |  |  |  |  |  |  |  |  |  |  |
|  |                      |  |  |  |  |  |  |  |  |  |  |  |  |  |  |  |